# 李長庚
李長庚（り ちょうこう、生年不詳 - 1807年）は、中国清代の武官。本貫は福建省泉州府同安県。武進士出身の李長庚は1797年（嘉慶2年）に魏成名の後任として澎湖水師協副将に任命される。台湾鎮に従属するこの官職は正二品官であり、清朝統治期の台湾にあっては台湾海峡を守る重要なポジションであり、直属の水軍基地（水営）2箇所と数千人の水兵を統率していた。
翌年には浙江定海総兵官に栄転し、その後武功を重ねて浙江提督にまで至る。1807年、海賊の蔡牽との海戦の最中に喉に弾が命中して戦死した。